# Gorgozaur
Gorgozaur (Gorgosaurus – agresywny jaszczur, gr. gorgos – agresywny, srogi + gr. sauros – jaszczurka) – przedstawiciel rodziny tyranozaurów żyjący w późnej kredzie na zachodzie Ameryki Północnej. Szczątki gorgozaura są najczęściej znajdowanymi pozostałościami nadrodziny tyranozauroidów. Pozwoliło to na dokładne poznanie jego ontogenezy i innych aspektów biologicznych.

## Budowa
Jak inne tyranozaurydy, gorgozaur był drapieżnikiem atakującym swoje ofiary za pomocą szczęk uzbrojonych w wiele dużych zębów. Natomiast jego przednie kończyny były małe i nie nadawały się do walki. W ewolucji nadrodziny Tyrannosauroidea da się zauważyć tendencję do powiększania rozmiarów czaszki i jednoczesnej redukcji przednich kończyn. Ten sam trend występował także u abelizaurydów, występujących także w kredzie, głównie na południowej masie lądowej – Gondwanie. Największa czaszka gorgozaura ma 99 cm długości, niewiele mniej od czaszki daspletozaura. Była ona duża w stosunku do reszty ciała, lecz jej masę zmniejszały otwory – tzw. okna. Wspólną cechą albertozaura i gorgozaura jest budowa czaszki – obie są długie w stosunku do wysokości, w porównaniu do Daspletosaurus i innych tyranozaurowatych. Koniec pyska był zaokrąglony, kości nosowe i ciemieniowe były zrośnięte około linii środkowej czaszki, jak u innych przedstawicieli Tyrannosauridae. Oczodół był bardziej okrągły niż owalny. Posiadał także guzy nad oczami zbudowane z kości łzowej, podobnie jak u albertozaura i daspletozaura. Gorgozaura odróżnia od tego pierwszego kształt kości dookoła puszki mózgowej. Zęby są typowe dla tyranozaurydów, występuje charakterystyczny heterodontyzm. Osiem przedszczękowych zębów jest mniejszych od pozostałych i są umiejscowione bardzo blisko siebie. W przekroju mają kształt litery "D". Wyjątkową cechą gorgozaura jest pierwszy ząb z kości szczękowej, ma bowiem ten sam kształt, co te znajdujące się na przedzie szczęk (na kościach przedszczękowych). Pozostałe zęby w przekroju są bardziej owalne w porównaniu do zębów innych tyranozaurów, u których mają one kształt bardziej sztyletowaty. Gorgosaurus miał od 26 do 30 zębów szczękowych (oraz 8 przedszczękowych) i 30 do 34 w żuchwie. Cecha ta zbliża go do Albertosaurus i Daspletosaurus. Tarbozaur i tyranozaur mają nieco inny układ zębów. Budową reszty ciała przypomina pozostałe tyranozaurydy. Miał silną szyję wygiętą w kształt litery "S". Przednie łapki są skarłowaciałe i mają tylko dwa palce, chociaż znane są osobniki z trzema kośćmi nadgarstka. Kończyny tylne są dłuższe niż u innych dinozaurów mięsożernych i uzbrojone są w trzy pazury umieszczone z przodu. Natomiast pierwszy palec jest niewielki i umiejscowiony z tyłu stopy, nie stykał się on z podłożem podczas poruszania się zwierzęcia. Kość piszczelowa jest dłuższa od kości udowej, co pozwala przypuszczać, że gorgozaur mógł szybko biegać. Lecz u osobników większych proporcje obu kości są mniej więcej równe. Sugeruje to utratę zdolności do szybkiego poruszania się wśród starszych i większych osobników. Ogon dinozaura pełnił funkcję przeciwwagi i umożliwiał sprawny bieg.

## Środowisko życia
Gorgosaurus żył na bujno zarośniętych równinach zalewowych w zachodniej części Ameryki Północnej, która podzielona była wtedy morzem wewnętrznym na dwie części. Gorgosaurus żył w tej zachodniej w środkowym kampanie – około 76,5 do 74 milionów lat temu. Zaczęły się wtedy wypiętrzać Góry Skaliste, od których płynęły wielkie rzeki w kierunku śródlądowego morza. Klimat był subtropikalny z występującą sezonowością. Zdarzały się czasem susze, które były przyczyną wysokiej śmiertelności wśród wielkich stad dinozaurów. Pozostały po nich całe stosy skamieniałości. Około 73 Ma morze rozdzielające obie części Ameryki Północnej zaczęło się powiększać i zalewać te tereny. Fauna i flora pochodząca ze środowiska gorgozaura była niezwykle bogata, jak na ekosystem znany jedynie z wykopalisk. Drzewa iglaste formowały sklepienie lasu, a inne rośliny rosnące w ich cieniu to paprotniki (w tym drzewiaste) i rośliny okrytonasienne. W formacji tej znaleziono wiele skamielin zwierzęcych. W rzekach i ich ujściach pływały liczne ryby np. niszczukokształtne, jesiotry, a nawet rekiny i płaszczki. W środowisku wodnym żyło także wiele żab, płazów ogoniastych, żółwi, krokodyli, jaszczurek i przypominających gawiale champsozaurów. Ponad nimi latały pterozaury i ptaki (np. Baptornis sp. czy Cimolopteryx sp.) a ponadto niektóre z nich były naziemne (Avisaurus). Na lądzie żyły ssaki – wieloguzkowce i torbacze, oraz jaszczurki – teidy, scynki, warany i padalce. Ale dominowały wielkie dinozaury. Wędrowały w ogromnych stadach ceratopsydy jak Centrosaurus, Chasmosaurus i hadrozaurydy, między innymi: Prosaurolophus, Lambeosaurus i Parasaurolophus. Żyły tam także dinozaury pancerne – Euoplocephalus i Panoplosaurus, a także mniejsze pachycefalozaurydy: Hanssuesia i Stegoceras. Fauna teropodów obejmuje ornitomimidy – Ornithomimus i Struthiomimus, cenaganatydowe owiraptory – Chirostenotes i możliwego jego synonimu Elmisaurus oraz deinonychozaury: Troodon, Dromaeosaurus czy Saurornitholestes. Znaleziono także szczątki nienazwanych przedstawicieli awimimidów, terizinozaurydów, ceratopsa podobnego do Pachyrhinosaurus i niewielkiego ornitopoda. Nie natrafiono natomiast na pozostałości średniej wielkości drapieżników – ich niszę ekologiczną wypełniały zapewne młode aż dwóch rodzajów dużych mięsożerców i gorgozaura i daspletozaura, o czym będzie mowa w dalszej części opisu.

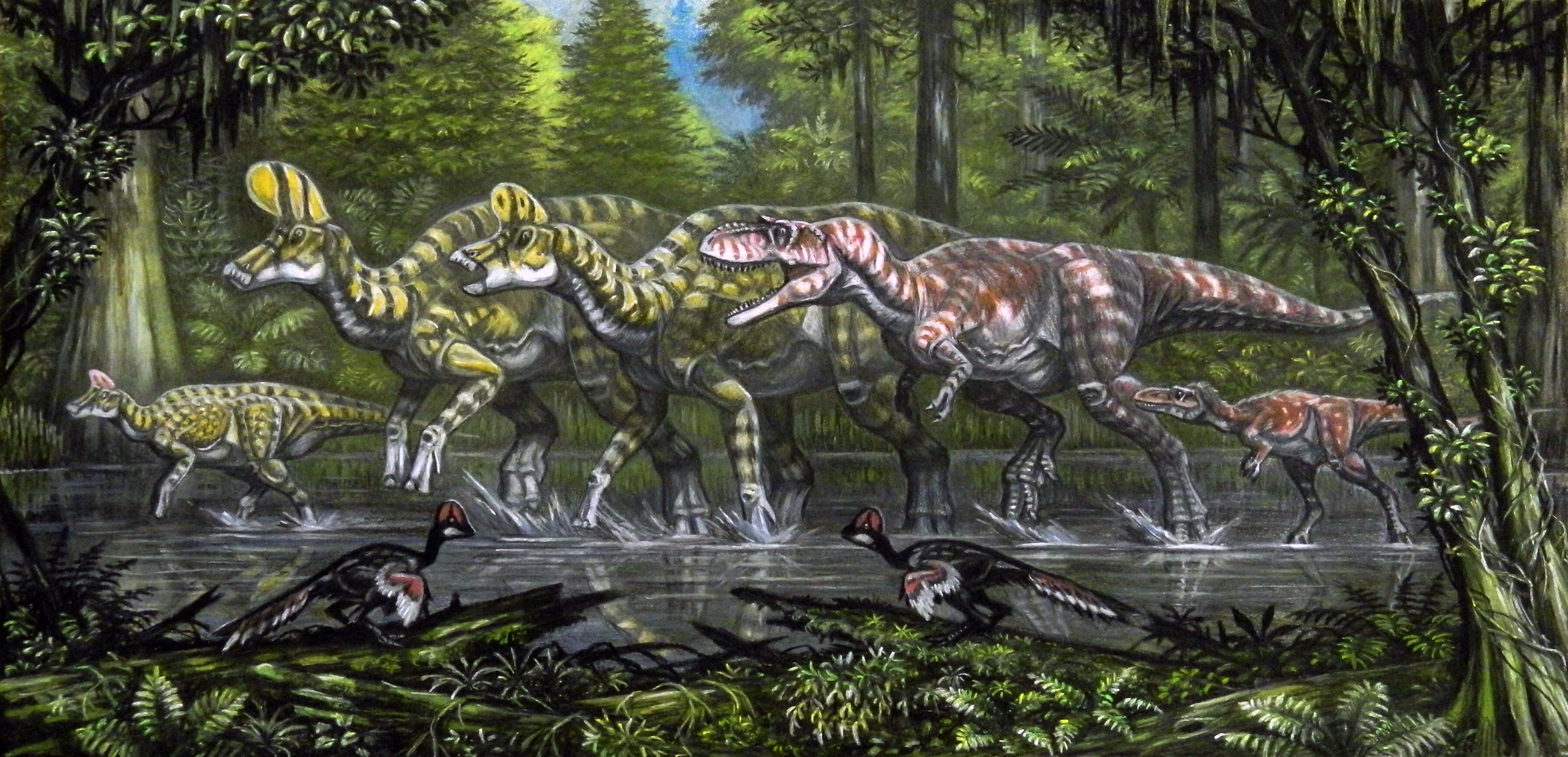
Gorgozaur atakujący lambeozaur

## Koegzystencja zdaspletozaurem
W formacji Dinosaur Park Gorgosaurus żył razem z rzadszym tyranozaurynem – Daspletosaurus. To jeden z nielicznych przykładów współwystępowania dwóch tyranozaurydów. Podobna sytuacja miała miejsce w Mongolii, gdzie Tarbosaurus żył obok mniejszego krewniaka – aliorama. Ponadto, także Tyrannosaurus być może egzystował razem z innym tyranozaurydem – Nanotyrannus, co jednak wydaje się wątpliwe, ponieważ prawdopodobnie był to młody osobnik rodzaju Tyrannosaurus. Jednak jeżeli chodzi o gorgozaura i albertozaura, sprawa wygląda inaczej – obaj mięsożercy są bardzo podobnej wielkości. W zapisie kopalnym mamy jeszcze parę przykładów współwystępowania dużych drapieżnych dinozaurów – we wczesnokredowej Afryce, gdzie razem żyły abelizauryd Kryptops, karcharodontozauryd eokarcharia i spinozauryd Suchomimus. W tym wypadku miały one z pewnością inne nisze pokarmowe – suchomim był prawdopodobnie rybożerny, ale relacje między dwoma innymi nie zostały jeszcze wyjaśnione, jednak inna budowa szczęk wskazuje raczej na inne nisze pokarmowe. Natomiast sytuacja z gorgozaurem i albertozaurem przypomina późnojurajską Amerykę Północną, gdzie Allosaurus żył obok Torvosaurus. W obu tych przypadkach mamy do czynienia z bardzo podobnymi do siebie drapieżnikami – pod względem budowy i wielkości. W dzisiejszych ekosystemach podobnej wielkości drapieżniki zajmują odrębne nisze ekologiczne przez inne zwyczaje i rozmieszczenie. W roku 1970 Dale Russell zasugerował odrębność nisz pokarmowych obu rodzajów. Według niego pospolitszy Gorgosaurus polował na hadrozaurydy, a masywniejszy i rzadszy Daspletosaurus na potencjalnie trudniejsze do upolowania ceratopsydy i dinozaury pancerne. Jednak w Montanie znaleziono daspletozaura (OTM 200) ze szczątkami młodego hadrozauryda w okolicach żołądka. W przeciwieństwie do innych współczesnych im dinozaurów drapieżniki te nie preferowały niżej lub wyżej położonych terenów. Jednak wydaje się, że Gorgosaurus był częściej spotykany na obszarach północnych, np. w formacji Dinosaur Park w Kanadzie, a Daspletosaurus preferował obszary znajdujące się na południu. To samo da się zaobserwować u innych grup dinozaurów. Jedna z podrodzin ceratopsów – Chasmosaurinae i płaskogłowe dinozaury kaczodziobe (Hadrosaurinae) są częściej spotykane na południu. Druga grupa ceratopsów – centrozauryny i grzebieniaste dinozaury kaczodziobe (Lambeosaurinae) preferowały północne obszary. Holtz wyciągnął z tego wniosek, że tyranozauryny (Daspletosaurus i Tyrannosaurus), chasmozauryny i hadrozauryny były ściślej powiązane ze sobą więzami pokarmowymi. Potwierdzają to znaleziska z późniejszego okresu – w późnym mastychcie tyranozauryny (Tyrannosaurus), ceratopsyny (Triceratops) i hadrozauryny (Edmontosaurus) są szeroko rozpowszechnione, a centrozauryny i albertozauryny nie są już spotykane, natomiast lambeozauryny są bardzo rzadkie.

## Taksonomia
Gorgozaura zalicza się do podrodziny Albertosaurinae w ramach rodziny Tyrannosauriae. Najbliższym krewnym jest nieco młodszy geologicznie Albertosaurus, z którym tworzy plemię Albertosaurini. Oba dinozaury mają długie czaszki, są szczuplej zbudowane i mają dłuższe dolne partie kończyn tylnych, w porównaniu do swoich dalszych krewniaków. Innym potencjalnym członkiem podrodziny albertozaurynów jest Appalachiosaurus, znany ze wschodniej części Stanów Zjednoczonych. Podobieństwa anatomiczne skłaniają niektórych badaczy do uznania gorgozaura za młodszy synonim albertozaura. W roku 1922 William Diller Matthew i Barnum Brown uznali je za odrębne rodzaje. W roku 1970 Dale Russell zsynonimizował oba taksony. Phil Currie uważa je za odrębne, zauważa on, że różnice anatomiczne obu rodzajów są tak liczne jak między Daspletosaurus i Tyrannosaurus, które uważa się bez wątpienia za odrębne taksony. Currie przypuszcza także, że nowe, nieopisane jeszcze formy tyranozaurydów z Alaski, Nowego Meksyku i innych części Ameryki Północnej pozwolą rozwiązać problem odrębności obu rodzajów.

## Gatunki
Typowy gatunek (i jedyny ważny) – Gorgosaurus libratus został po raz pierwszy opisany przez Lawrence'a Lambe'a w roku 1914. Holotyp (CNM 2120) to prawie kompletny szkielet mierzący 8,25m długości wraz z czaszką, odkryty w 1913 roku przez Charlesa M. Sternberga w formacji Dinosaur Park w Kanadzie. Był to pierwszy tyranozauryd ze znalezioną dłonią, którą zaadaptowano później także do gatunku Tyrannosaurus rex. Mniej więcej tym samym czasie odnaleziono cztery kolejne czaszki G. libratus, trzy z nich razem ze szkieletem. Zostały opisane przez Matthew i Browna w 1923 roku. Obaj opisali też piąty szkielet Gorgosaurus (AMNH 5664), znaleziony przez Sternberga w 1917 roku i sprzedany do ich muzeum. Był on mniejszy od innych osobników, miał niższą i delikatniejszą czaszkę i dłuższe proporcjonalnie nogi. Miał także niezrośnięte szwy między kośćmi a są to cechy typowe dla młodych zwierząt, lecz mimo tego paleontolodzy nadali szczątkom nową nazwę – G. sternbergi. Obecnie uważa się go za młodego G. libratus. Później znaleziono jeszcze wiele innych osobników. W roku 1856 Joseph Leidy opisał dwa zęby premaksillarne pochodzące od tyranozauryda, znalezione w Montanie. Ponieważ były wielkie i nieznany był ich właściciel, nadał im nazwę Deinodon ("straszny ząb"). Matthew i Brown w roku 1922 uznali, że są nieodróżnialne od tych znanych z rodzaju Gorgosaurus, lecz z powodu braku szkieletu deinodona, nie zsynonimizowali tych dwóch rodzajów. Pomimo że zęby te są bardzo podobne do zębów gorgozaura, to nie ustalono, czy rzeczywiście do niego należały. Generalnie zęby tyranozaurydów są bowiem bardzo podobne do siebie i nie da się ustalić z pewnością, że należały do konkretnego rodzaju. Dzisiaj Deinodon uważany jest za nomen dubium. Szkielet jednego z okazów z Montany (TCMI 2001.89.1) zawiera wiele patologii, takich jak: zagojona rana na nodze i żebrze, pęknięcia kręgów, infekcja żuchwy i stałe ubytki w uzębieniu a także, co nie jest pewne, guz mózgu.
Wiele skamielin zostało nieprawidłowo zaliczonych do rodzaju Gorgosaurus w ciągu dwudziestego wieku. Kompletna czaszka młodego tyranozauryda (CMNH 7541), znaleziona w formacji Hell Creek (Montana – USA), została nazwana G. lancensis przez Charlesa Whitneya Gilmore'a w 1946. Została ona przemianowana później na Nanotyrannus lancensis przez Roberta Bakkera i innych w 1988. Dzisiaj czaszka ta uważana jest przez wielu za pochodzącą od młodego osobnika Tyrannosaurus rex, i co za tym idzie również za młodszy synonim tyranozaura. Jewgienij Malejew nadał nazwy Gorgosaurus lancinator i Gorgosaurus novojilovi dwóm tyranozaurydowym szczątkom pochodzących od małych osobników (PIN 553-1 i PIN 552-2). Pochodzą one z formacji Nemegt z Mongolii i zostały znalezione w 1955 roku. Mniejszego z nich Kenneth Carpenter przemianował na Maleevosaurus novojilovi w 1992 roku. Oba uważane są za młode osobniki Tarbosaurus bataar. Obecnie znany jest jeden gatunek gorgozaura – G. libratus. Kilka szkieletów z formacji Judith River z Montany prawdopodobnie także należy do rodzaju Gorgosaurus, lecz nie jest pewne czy nie powinny należeć do nowego gatunku gorgozaura.